# Al Despertar
«Al Despertar» es una canción interpretada por la cantante y compositora colombiana Naela. Fue lanzado el miércoles 24 de febrero de 2016 en plataformas digitales y el vídeo musical fue estrenado minutos después en su canal oficial en YouTube.